# NGC 1070
NGC 1070 est une vaste galaxie spirale située dans la constellation de la Baleine. NGC 1070 a été découverte par l'astronome germano-britannique William Herschel en 1784.

## Caractéristiques
Sa vitesse par rapport au fond diffus cosmologique est de 3 862 ± 17 km/s, ce qui correspond à une distance de Hubble de 57,0 ± 4,0 Mpc (∼186 millions d'al).
La classe de luminosité de NGC 1070 est II et elle présente une large raie HI.

## Supernova
La supernova SN 2008ie a été découverte dans NGC 1070 le 6 décembre 2008 par une équipe d'astronomes dans le cadre du programme de recherche de supernovas CHASE (CHilean Automatic Supernova sEarch) de l'université du Chili. Cette supernova était de type IIb.